# ذي القرون (بعدان)

تعديل مصدري - تعديل

ذي القرون محلة تابعة لقرية العلهة، التابعة لعزلة دلال بمديرية بعدان إحدى مديريات محافظة إب في الجمهورية اليمنية، بلغ تعداد سكانها 77 حسب تعداد اليمن لعام 2004.